# Торино ди Сангро
Торѝно ди Са̀нгро (на италиански: Torino di Sangro, на местен диалект Turin, Турин) е малко градче и община в Южна Италия, провинция Киети, регион Абруцо. Разположен е на 164 m надморска височина. Населението на общината е 3084 души (към 2010 г.).